# トヨタ・エティオス
エティオス (Etios) とは、トヨタ自動車が製造・販売していた（Bセグメント相当の）サブコンパクトカー。

## 概要
インド、南アフリカ共和国、インドネシア、ブラジルなどの新興市場向けの廉価なモデルとして専用開発された戦略車種であり、ヤリスより一回り小さい。ボディタイプはセダンとハッチバックがあり、後者は市場によってエティオスリーバ (Etios Liva)、またはエティオスファルコ（Etios Valco） というネーミングがなされた。
『World First, India First』を合言葉にまずインド市場に投入し、その後ブラジルなどに展開を広げた車種である。

## 沿革

### 初代（AK10/10H型、2011年 - 2023年）
2010年1月、ニューデリーオートエクスポでセダン及びハッチバック型のコンセプトカーを公開。同年12月1日に予約を開始した。12月29日にはインド現地法人トヨタ・キルロスカ・モーター（TKM）のバンガロール第2工場でラインオフ式典を実施。
セダンは、排気量1.5 Lのガソリン車で価格は49万6,000-68万6,500ルピーと、日本円で100万円前後の設定となる。2011年6月にはハッチバックのエティオスリーバが追加された。リーバには新たに開発された排気量1.2 Lのガソリンエンジンが搭載される。部品の現地調達率を約70％から90％近くまで引き上げ、年産7万台を見込む。
2012年4月、TKMはエティオスの南アフリカ共和国への輸出を開始した。5月、トヨタ・サウスアフリカ・モーターズ（TSAM）が販売を開始した。南アフリカ仕様車はセダン、ハッチバック両方ともラインナップし、エンジンは1.5 Lガソリンのみとなる。価格は11万5,800～12万6,600ランドとなる。。
2012年8月9日、ブラジル・サンパウロ州に建設されたソロカーバ工場の開所式が行われ、同月中旬より同国向け「エティオス」ハッチバックおよびセダンの生産を開始。9月18日に発表が行われ、価格を2万9,990レアルからとして、9月28日から販売を開始した。ブラジル仕様車はフレックス燃料車となり、排気量1.3 Lの1NR-FBEがハッチバックのみに、1.5 Lの2NR-FBEがハッチバックとセダンの両者に搭載された。
2013年3月11日、インドネシアのハッチバックモデル「エティオスファルコ」の販売開始。
2014年10月にマイナーチェンジを実施した。
2017年10月、「エティオスファルコ」の生産を終了。
2018年1月、「エティオスファルコ」の販売を終了。アギアと統合された。
2020年4月1日、TKMはエティオスの生産終了を発表した。なお、スズキとの提携に基づき、インド市場では2019年6月からスズキ・バレーノのOEM供給を受けてグランツァの車名で販売しているが、同車がエティオスハッチバック（リーバ）の事実上の後継車種となる。セダンについてはXP150型ヤリスがトヨタのエントリー車種となる。また、これによって南アフリカ共和国でも販売が終了したが、後継車種として同年9月21日にインド市場と同様にバレーノのOEM供給を受けてスターレットとして販売を開始した。
2021年4月、ヤリスに統合される形でブラジル国内向けの販売を終了。アルゼンチン、パラグアイ、ウルグアイ、ペルー向けの輸出生産は継続。
2023年8月末に生産を終了した。

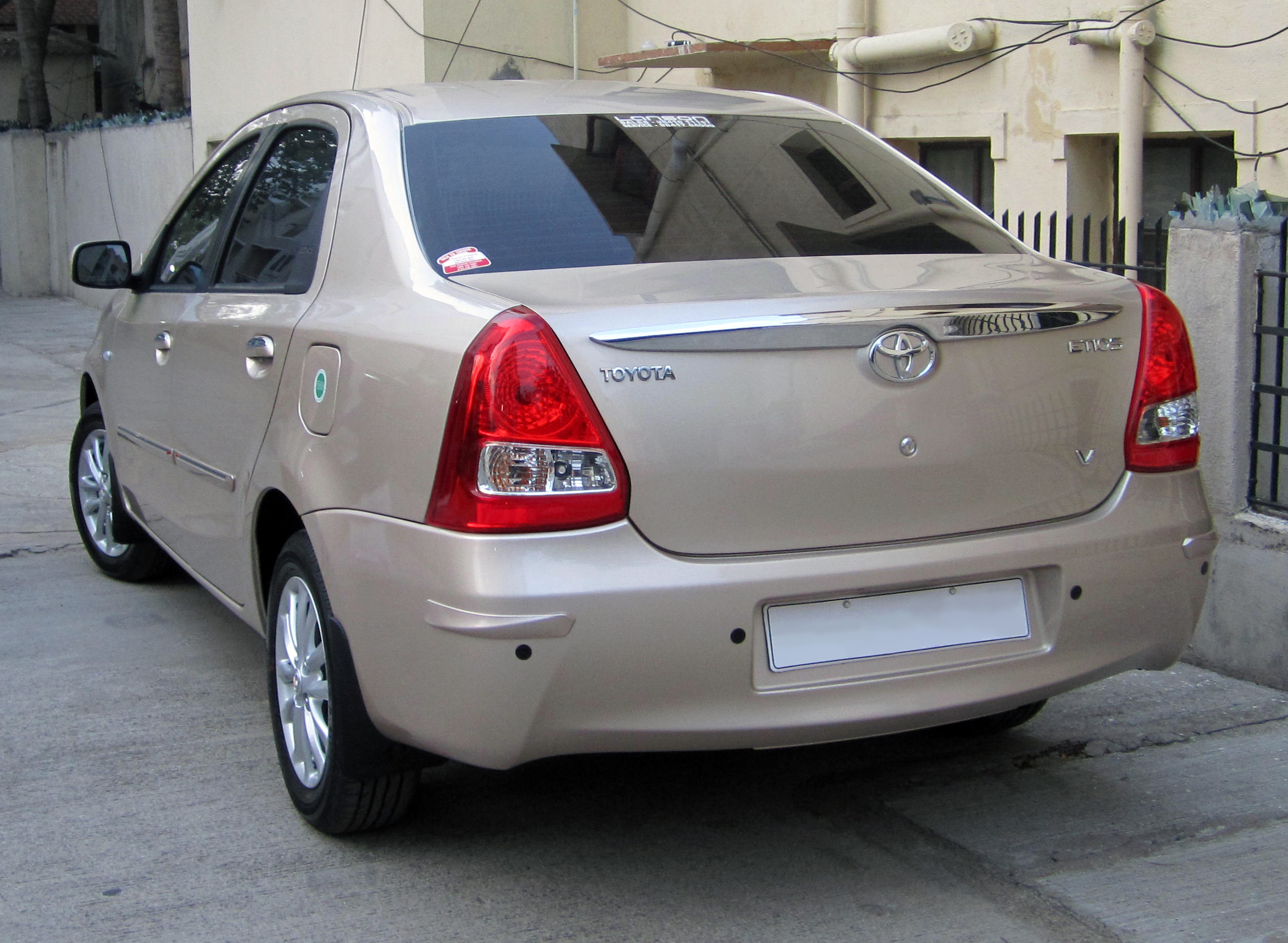
エティオス（前期型・リア）
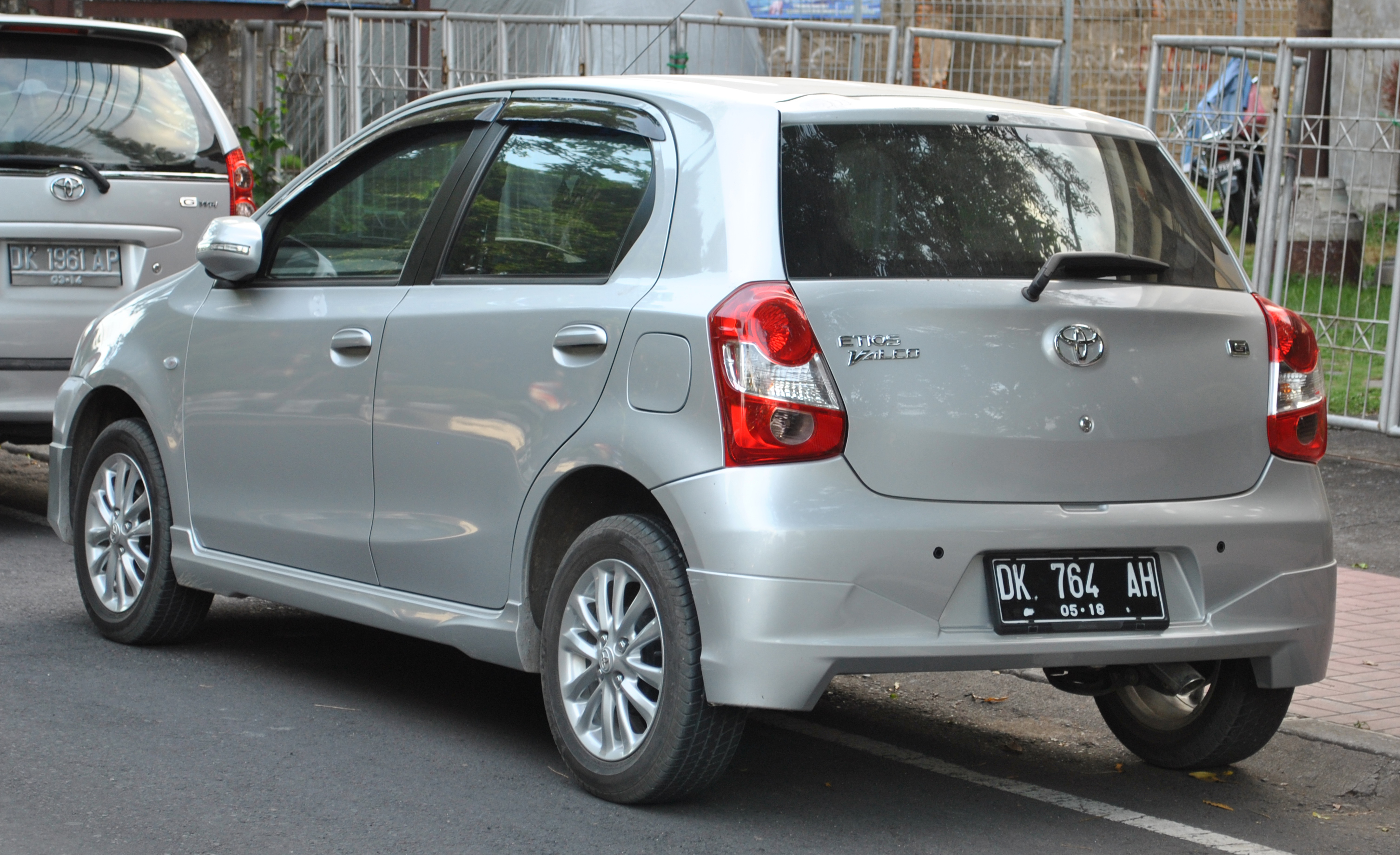
エティオスリーバ（前期型・リア）

### モータースポーツ
2012年のニューデリーオートエクスポでトヨタは2013年よりインド国内においてエティオスのワンメイクレースを行なうと発表。オートエクスポではエティオスのレース仕様も発表された。
2017年、フランスのコンストラクターであるオレカがグループR4向けに開発するエティオスリーバのマシンが公開された。

## 車名の由来
- ギリシャ語の「精神、理念」を意味するEthos（エトス）という単語から作られた造語。